# Eucyclops semidenticulatus
Eucyclops semidenticulatus is een eenoogkreeftjessoort uit de familie van de Cyclopidae. De wetenschappelijke naam van de soort is voor het eerst geldig gepubliceerd in 1940 door Lindberg.